# 'Ndrangheta in provincia di Vibo Valentia

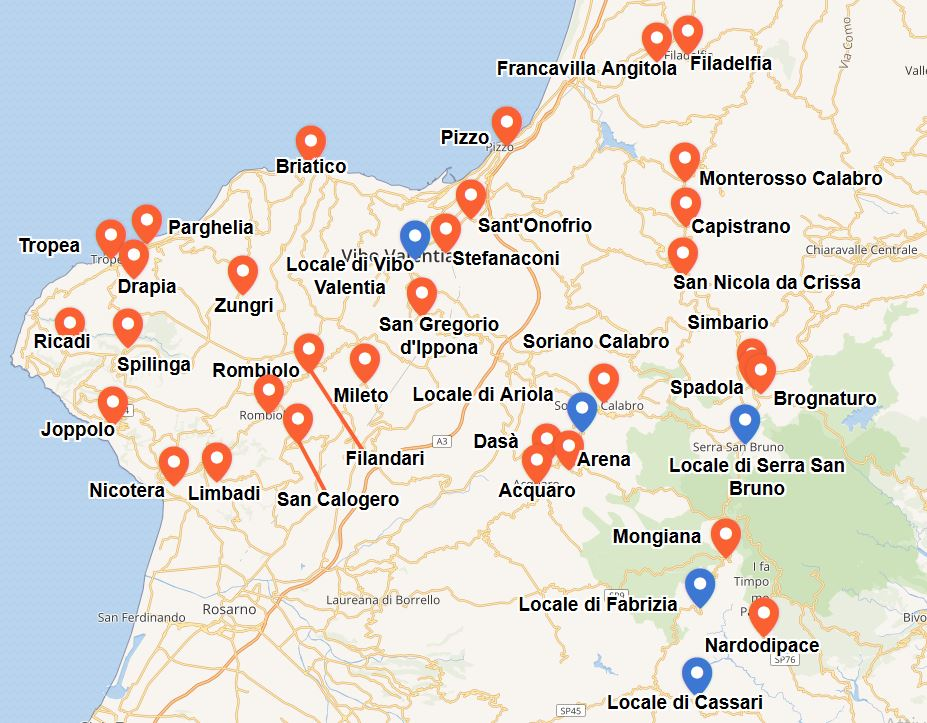
'Ndrangheta in provincia di Vibo Valentia (in blu i locali e in arancione le 'ndrine) al 2018

La 'ndrangheta in provincia di Vibo Valentia è un fenomeno che nasce a inizio '900 e perdura ancora oggi con l'egemonia della 'ndrina dei Mancuso sull'area. A causa delle numerose e consistenti operazioni delle forze dell'ordine contro tale cosca sul territorio stanno emergendo altre cosche minoritarie che tentano di prendere gli spazi lasciati vuoti dai Mancuso. I Mancuso hanno propensioni a livello nazionale (il locale di Mariano Comense) e a livello internazionale per il narcotraffico. Le famiglie vibonesi hanno subìto l'influenza degli Arena di Isola Capo Rizzuto e dei Grande Aracri di Cutro.
Secondo il pentito Bartolomeo Arena, ad oggi, dopo Luigi Mancuso, gli esponenti più di spicco sarebbero: Rocco Anello di Filadelfia, Saverio Razionale di San Gregorio d'Ippona e Giuseppe Accorinti di Briatico.

## Struttura

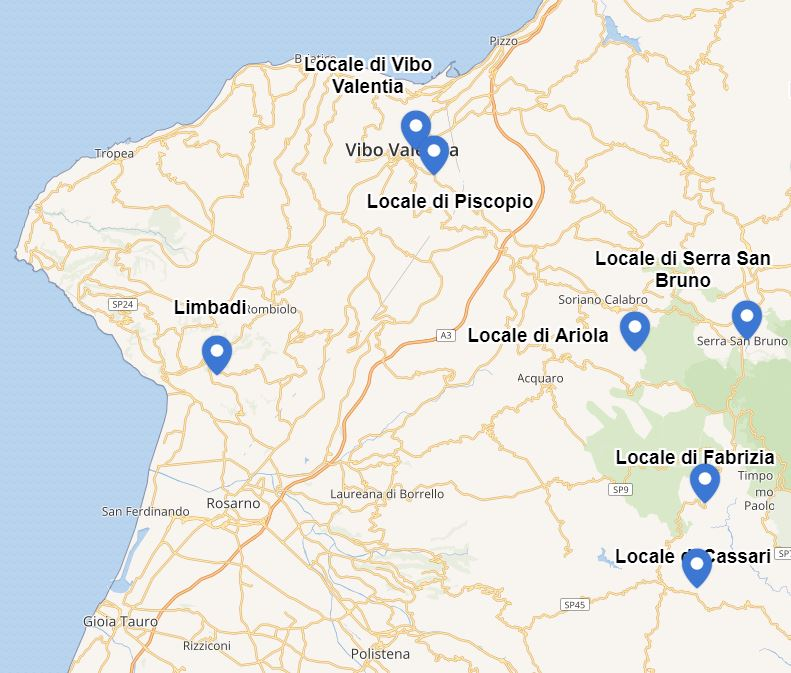
locali di 'ndrangheta in provincia di Vibo Valentia

Nel vibonese la 'ndrangheta, come nel resto della regione è suddivisa in locali e tradizionalmente la loro sovrastruttura di riferimento è la Piana.
Alcuni locali della zona delle Serre calabresi come quello di Serra San Bruno, Fabrizia e Nardodipace vengono gestiti direttamente dal Crimine, come emerge dalle intercettazioni di Domenico Oppedisano dell'operazione Crimine del 2010 e quindi particolari problematiche inerenti ad essi ed alle loro propaggini in Germania e Svizzera possono venire risolte in seno ad esso, come avvenuto tra il 2012 e il 2015 tra il locale di Singen (Baden-Württemberg in Germania) facente riferimento al locale di Fabrizia (di cui però il capo Bruno Nesci faceva riferimento alla società di Rosarno e al Crimine di San Luca) e di Frauenfeld (Canton Turgovia in Svizzera) anch'essa facente riferimento a Fabrizia.
Secondo il pentito Andrea Mantella ci sono persone intranee ai Fiarè, Vallelunga, Lo Bianco e Mancuso che possiedono la dote apicale di medaglione.
Nel 2019 durante l'operazione Rinascita-Scott il collaboratore di giustizia Antonio Oliverio descrive per la prima volta la struttura denominata Crimine di Vibo o Crimine della provincia di Vibo Valentia con funzioni coordinatrici dei locali della provincia. A sua volta dipendente dal Crimine di Polsi sarebbe stato l'ultimo crimine ad esser stato creato in Calabria dopo quello di Cirò e Cosenza.
Nel 2021, sempre durante il processo Rinascita-Scott, sta emergendo come Luigi Mancuso avesse un ruolo apicale nella provincia con il ruolo di Capo-Crimine riconosciuto dai Pelle-Gambazza di San Luca. Prima questo ruolo era di Antonio Mancuso, suo fratello. 
La sua figura era incaricata di mantenere i rapporti con i rappresentanti del Crimine di Polsi e con le altre consorterie di pari livello, in particolare: i Piromalli di Gioia Tauro e i De Stefano di Reggio Calabria.
Secondo il pentito Bartolomeo Arena, questa sovrastruttura sarebbe stata creata, proprio dallo stesso Luigi Mancuso l'ultima volta che uscì dal carcere, il 21 luglio 2012, insieme ad altri boss di spicco della provincia: Saverio Razionale del locale di San Gregorio d'Ippona, Giuseppe Accorinti del Locale di Zungri e Rocco Anello del locale di Filadelfia e col consenso del Crimine di Polsi. Questa sovrastruttura, come racconta il pentito Michele Iannello nel 2018, sarebbe servita ad unire le consorterie criminali della provincia di Vibo Valentia che dagli anni '90 e fino alla fine del 2009 vide diversi contrasti operati da Damiano Vallelunga di Serra San Bruno, uomo di riferimento di Umberto Bellocco di Rosarno nei confronti dei Mancuso e dell'allora capobastone Pantaleone Mancuso.

### Elenco locali
- Locale di Fabrizia il cui capo locale è stato fino al suo omicidio nel 2003 Umberto Maiolo[24], poi Giuseppe Antonio Primerano fino al 2010; dipende direttamente dal Crimine[25].
- Locale di Cassari di Nardodipace[26][27]
- Locale di Filandari e Ionadi con a capo Giuseppe e Leone Soriano (Operazione Rinascita-Scott del 2019)[28].
- Locale di Limbadi dei Mancuso e con a capo Luigi Mancuso (Operazione Rinascita-Scott del 2019)[28].
- Locale di Mileto dei Pititto-Prostamo-Iannello-Mesiano con i Prostamo a San Giovanni di Mileto, i Mesiano con a capo Francesco Mesiano a Mileto e i Galati a Comparni (esistente dal 1987)[29].
- Società di Piscopio (frazione di Vibo Valentia)[28][30]. Nato tra il 2009 e il 2010 nel ristorante la Marinella di Pizzo Calabro per volere di membri di 'ndrangheta di Siderno e del torinese. Giuseppe Salvatore Galati detto "Pino u Ragioneri" (Operazione Rinascita-Scott del 2019[28]) sarebbe il capo società mentre Michele Fiorillo, detto “Zarrillo” il “contabile” (condannato a 8 anni nel processo Crimine). Tra gli altri esponenti si annoverano: Rosario Battaglia, Nazzareno Fiorillo, detto "U Tartaru" (secondo il pentito Moscato capo del locale ma con ancora nessuna evidenza giudiziaria) e Raffaele Moscato (pentito, aveva la dote di vangelista). Dalle operazioni Minotauro e Crimine si evince che il locale ha solidi contatti con i Pelle di San Luca, gli Aquino di Marina di Gioiosa Jonica e i Commisso di Siderno[31]. Il pentito Mantella rivela che i piscopisani nel 2009 andarono prima da Franco D'Onofrio in Piemonte ma originario di Mileto e poi direttamente da Giuseppe Commisso detto U Mastru per avere il benestare alla creazione del nuovo locale. Non andarono da Pantaleone Mancuso (e neanche da Luigi a quel tempo in carcere) in quanto non in buoni rapporti[32].
- Locale di San Gregorio d'Ippona con le 'ndrine dei Fiarè-Razionale-Gasparro con a capo Gregorio Gasparro e Saverio Razionale (Operazione Rinascita-Scott del 2019)[28].
- Locale di Sant'Onofrio che controlla anche le 'ndrine operanti a Pizzo, Filogaso e Maierato (Operazione Rinascita-Scott del 2019)[28].
- Locale di Santa Domenica di Ricadi, creato dai Libri ma guidato dai Carone viene menzionato per la prima volta da Francesco Fonti. Grazie al processo Peter Pan del 2017 e all'operazione Libro nero del 2019 sai ricostruiscono le ultime vicende dove vendono i La Rosa tentare di impossessarsi del locale[33][34][35].
- Locale di Serra San Bruno[36][37]
- Locale di Spilinga (ipotizzato)
- Locale di Stefanaconi con a capo Salvatore Patania (Operazione Rinascita-Scott del 2019)[28].
- Locale di Vibo Valentia[38] con le 'ndrine dei Lo Bianco-Barba (Operazione Rinascita-Scott del 2019)[28].
- Locale dell'Ariola (Gerocarne) (composto dalle 'ndrine Altamura, Emanuele, Gallace, Loielo, Maiolo)[39][40], il cui capo sarebbe stato Antonio Altamura condannato a 16 anni dalla Corte d'Appello di Catanzaro nel gennaio 2017 nel processo Luce nei Boschi[41][42].
- Locale di Zungri composto dalle 'ndrine Accorinti-Barbieri-Bonavena con a capo Giuseppe Antonino Accorinti e da cui dipendono anche le 'ndrine di Briatico, Cessaniti e Vibo Marina (Operazione Rinascita-Scott del 2019)[28].

| Locali in Provincia di Vibo Valentia | Locali in Provincia di Vibo Valentia                                   | Locali in Provincia di Vibo Valentia | Locali in Provincia di Vibo Valentia |
| Locale                               | 'ndrine                                                                | capo locale/società                  | note |
| ------------------------------------ | ---------------------------------------------------------------------- | ------------------------------------ | --- |
| Locale di Ariola                     | Altamura, Emanuele, Gallace, Loielo, Maiolo                            | Antonio Altamura                     | Esistente almeno dagli anni '70 ha influenze a Ariola di Gerocarne, Sorianello, Soriano Calabro, Vazzano, Pizzoni, Arena, Acquaro e Dasà (Processo Luce dei Boschi - 2017).                                                                                                  |
| Locale di Fabrizia                   | Maiolo, Mamone, Randò, Nesci                                           | Giuseppe Antonio Primerano           | Fino al 2003 era capo locale Umberto Maiolo, fino al 2010 Giuseppe Antonio Primerano (Operazione Crimine del 2010). Hanno contatti con la società di Frauenfeld in Svizzera.                                                                                                 |
| Locale di Limbadi                    | Mancuso                                                                | Antonio Mancuso                      | |
| Locale di Sant'Onofrio               | Bonavota                                                               | Pasquale Bonavota                    | Esistente dal 2012. |
| Locale di Santa Domenica di Ricadi   | Carone, Mancuso, Libri, La Rosa                                        |                                      | Nato negli anni '80. |
| Locale di Serra San Bruno            | Vallelunga, Bruno, Chiefari, Iozzo, Lentini, Procopio, Sia, Vallelunga | ?                                    | Fino al 2009 il boss era Damiano Vallelunga, il locale sarebbe composto da 7 'ndrine con influenza nei comuni di Serra San Bruno, Torre di Ruggiero, Chiaravalle, Soverato (CZ), San Sostene (CZ) e Vallefiorita (CZ) (Processo Crimine del 2010 e op. Showdown 3 del 2017). |
| Società di Piscopio                  | Altamura, Emanuele, Gallace, Loielo, Maiolo                            | Giuseppe Salvatore Galati            | Nato negli anni '80, chiuso intorno al 2000 e riaperto nel 2009 (Operazione Crimine del 2010, operazione Minotauro del 2011 e operazione Rimpiazzo del 2019). |

### Elenco 'ndrine
- Accorinti (Briatico)[1][2]
- Accorinti-Fiamingo (Spilinga, Zungri, Rombiolo, Drapia, Zaccanopoli)[1][2]
- Anello (Filadelfia, Polia, Francavilla Angitola, Cenadi, Monterosso Calabro, Capistrano, Pizzo, Jacurso)[45][46]
- Bartolotta (Stefanaconi)[2]
- Bonavota (Sant'Onofrio e Stefanaconi)[1][2]
- Camillò-Pardea-Ranisi, con  il capo Andrea Mantella fino al pentimento nel 2016 (quartieri Cancello Rosso, Sant'Aloe e San Leoluca di Vibo Valentia)[28], con a capo Domenico Camillò (1941) e Antonio Macrì[47]; sarebbero stati dormienti per oltre 20 anni come affermato dal pentito Bartolomeo Arena[48]
- Cassarola (quartiere Affaccio di Vibo Valentia), con a capo Rosario Pugliese[47]
- Ciconte (Serra San Bruno)[2]
- Cracolici (Maierato, Filogaso e Maida)
- Cracolici-Manco (Tropea)[2]
- Emanuele-Maiolo-Oppedisano-Ida (Gerocarne, Soriano Calabro, Arena, Dasà, Acquaro, Dinami)[1]
- Fiarè-Gasparro-Razionale (San Gregorio d'Ippona)[1][2]
- Anello-Fruci (Filadelfia, Polia, Maida, Curinga, Francavilla Angitola, Pizzo, Cenadi, San Nicola da Crissa, Monterosso Calabro, Capistrano)[1][2]
- Galati (San Giovanni di Mileto e Comparni di Mileto)[49], fino a metà anni '90 con a capo Carmine Galati[50], morto in un incidente con un trattore[51].
- Il Grande (Parghelia)[52]
- La Rosa (Tropea e Ricadi)[1][2][28]
- Lo Bianco (centro storico di Vibo Valentia)[1][2]
- Loielo-Gallace (Gerocarne, Soriano Calabro, Arena, Dasà, Acquaro, Dinami)[2]
- Mamone (Fabrizia)[2], di cui Umberto Maiolo sarebbe stato il boss fino al suo omicidio il 2 agosto 2003 per mano dei Cataldo a Gardone Val Trompia (Bs) secondo il pentito Michele Iannello[53] ed Enzo Taverniti, capo-giovane del locale di Fabrizia fino al 2002[24].
- Randò (Fabrizia)
- Nesci (Fabrizia)
- Mancuso (Limbadi)[1][2]
- Mantino (Vibo Valentia, Vibo Marina)[1]
- Pititto-Prostamo-Iannello (Mileto)[54]
- Nesci-Montagnese (Fabrizia)[2]
- Oppedisano (Dinami)[2]
- Patania (Stefanaconi)[2]
- Petrolo (Sant'Onofrio e Stefanaconi)[1][2]
- Piserà (Tropea)
- Pititto-Prostamo-Iannello (Mileto, San Calogero)[1]
- Pugliese-Cassarola, con a capo Rosario Pugliese[28]
- Soriano (Filandari)[1]
- Tassone (Cassari di Nardodipace)[1]
- Tripodi - Servello - Vacatello(Vibo Valentia, Porto Salvo)[1]
- Vallelunga (Serra San Bruno, Mongiana, Spadola, Brognaturo, Simbario)[1][2]
- Vecchio (Joppolo)[2]

## Storia
La storia della 'ndrangheta vibonese è dominata dai Mancuso di Limbadi fin dall'inizio del '900 quando ancora la provincia di Vibo Valentia non era stata istituita. Nel 1903 la corte d'appello delle Calabrie condannò Vincenzo Mancuso e altre 12 persone a Monteleone (attuale Vibo Valentia) per associazione a delinquere. 
Con il tempo dal vibonese sono riusciti ad insediarsi anche in Lombardia nel comasco e nel Friuli-Venezia Giulia, ma anche a Torino e Parma.

### Anni '60 - La faida dei boschi
Negli anni '60 scoppia la cosiddetta Faida dei boschi tra i Vallelunga-Turrà e gli Emanuele che si protrasse a fasi alterne sin al 1988 in cui vinsero definitivamente i primi. Nel 1998 però venne ucciso anche il pentito Pasquale Turrà che aveva confessato tutti particolari di questa lunga guerra.
I Lo Bianco a Vibo Valentia iniziano ad espandersi a scapito dei Pardea.

### Anni '70 - I Mancuso potenza emergente e la faida di San Gregorio d'Ippona
I Mancuso, benché esistenti sin da inizio secolo emersero nel 1977 dopo la morte del boss Antonio Zoccali di Vibo Valentia: supportarono la 'ndrina dei Fiarè di San Gregorio d'Ippona durante la faida contro la famiglia Pardea di Vibo Valentia. 
I Fiarè vincono e i Mancuso in virtù delle loro alleanze con le famiglie reggine della piana di Gioia Tauro: i Piromalli di Gioia Tauro e i Pesce di Rosarno rafforzano la loro egemonia criminale sul territorio.

### Anni '80

#### Lo scioglimento di Limbadi
Limbadi fu il primo comune d'Italia sciolto per mafia nel 1983: anche se ancora non esisteva la legge contro le infiltrazioni mafiose negli enti locali, a sciogliere l'ente fu l'allora presidente della repubblica Sandro Pertini perché risultò primo degli eletti della lista civica Ramoscello d'olivo il Capubastuni Francesco Mancuso conosciuto e temuto in tutto il territorio calabrese come "Don Ciccio", latitante durante la campagna elettorale e al momento del voto, sorvegliato speciale di pubblica sicurezza con precedenti penali per vari reati, inoltre all'interno del consiglio comunale risultavano eletti soggetti ritenuti pienamente inseriti nell'organizzazione criminale del Mancuso. Il consiglio venne pertanto sciolto per motivi di ordine pubblico ad appena una settimana di distanza dalle elezioni amministrative.

#### L'appoggio dei Mancuso ai Chindamo nella faida di Laureana
In questo periodo fino agli anni '90 si perpetrerà la faida di Laureana di Borrello tra i Albanese-Cutellè-Tassone e i Chindamo-Ferrentino-Lamari-D'Agostino che coinvolgerà anche i Mancuso e i Piromalli-Molè entrambi alleati dei primi. 
La faida scoppiò perché né uno schieramento né l'altro erano d'accordo col vecchio capobastone Giuseppe Gullace. I Mancuso e i Piromalli-Pesce appoggiavano il primo gruppo, e i Bellocco appoggiavano il secondo gruppo.

### Anni '90

#### Continuazione della faida di Laureana
Nel 1991 il boss Giuseppe Mancuso ordina l'omicidio di Vincenzo e Antonio Chindamo; l'11 maggio Pasquale Pititto e Michele Iannello di San Giovanni in Mileto compiono il fatto uccidendo però solo il primo.
I Bellocco constatando l'inconclusione della faida danno inizio alle trattative con la parte avversa e viene stabilito che
agli Albanese viene affidato Acquaro, Candidoni, Dinami, Melicucco, Serrata e San Pietro di Caridà, ai Chindamo-Ferrentino-Lamari Laureana di Borrello.

#### La faida di Sant'Onofrio
Negli anni '90 per un furto di bestiame scoppia la cosiddetta faida di Sant'Onofrio tra i Bonavota e i Petrolo.
Il 3 gennaio 1991 viene ucciso Domenico Moscato vicino ai Petrolo, solo 3 giorni dopo il 6 gennaio 1991 viene compiuta una strage (nota come Strage dell'epifania o Massacro della befana) da un commando della cosca Petrolo contro i Bonavota in piazza Umberto I a Sant'Onofrio lasciando 2 morti e nove feriti innocenti.
Nella faida intervennero contro i Bonavota anche i Mancuso, i quali avrebbero fornito armi alla fazione opposta per affiliare esponenti dei Matina-Petrolo.
Rosario Fiaré dell'omonima 'ndrina di San Gregorio d'Ippona tentò di riappacificare i due fronti ma senza esito.
Il 10 giugno 1992, l'ultimo atto a Zingonia (Bergamo): viene ucciso Fedele Cugliari, braccio destro del boss Vincenzo Petrolo.

#### L'omicidio di Rocco Maiolo boss di Acquaro
L'ex pentito Michele Iannello raccontò nel 2013 che ad uccidere nel 1990 il boss di Acquaro Rocco Maiolo fu Salvatore Maiolo di Fabrizia su ordine di Giovanni e Vincenzo Loielo di Gerocarne e col permesso del boss di San Gregorio d'Ippona Rosario Fiarè.
- 1993 - Operazione Tirreno condotta contro i Piromalli, i Molè, i Mancuso e gli Stillitano[49][65].

### Anni 2000 - L'emergere dei La Rosa, la nuova faida dei boschi
- Il 15 gennaio 2000 viene arrestato il sindaco di Dasà Luciano Scaturchio, a conclusione dell'operazione Tuono[66].

Nel 2002 viene ucciso Santo Panzarella, reo di avere una relazione con la moglie del boss Rocco Anello di Filadelfia.
Ancora oggi, nel 2016 la madre Angela Donato chiede chiarezza sull'omicidio e uno dei due esecutori si pente. La storia viene raccontata anche nel programma "Lady 'ndrangheta" di SkyTg24 del 2015.
- 7 gennaio 2003 - Operazione Prima contro gli Anello-Fruci e i Vallelunga[69][70][71][72].
- Ottobre 2003 - Operazione Dinasty - Affari di famiglia condotta dalla squadra mobile di Vibo Valentia contro uno dei clan più potenti della 'ndrangheta: I Mancuso di Limbadi ma anche contro altre cosche del vibonese considerate subordinate ai Mancuso[73][74][75][76].
- 2003 - Operazione Lampo contro i Mancuso.
- 2006 - Operazione Dinasty 2 - Do ut des della polizia e dei carabinieri: vengono arrestate 12 persone e 45 sono indagate tra cui molti esponenti della cosca Mancuso, Giuseppe Chiaravalloti (presidente della regione Calabria fino al 2005). Tra gli indagati politici, magistrati, imprenditori.[77][78][79][80][81]

Nell'area di Tropea, Ricadi e poi anche di Parghelia, Zambrone, Briatico, Porto Salvo, Vibo Marina e Pizzo Calabro è emersa negli ultimi anni la compagine dei La Rosa alleata dei Mancuso, come descritto nell'operazione Odissea del 2006. La cosca sarebbe coinvolta nell'ottenimento di finanziamenti pubblici, nella gestione di strutture ricettive e nella gestione dei rifiuti solidi urbani.
- 19 settembre 2006 - Operazione Odissea, vengono arrestate 35 persone dalla DIA di Catanzaro contro gli affiliati della cosca Mancuso e i La Rosa di Tropea. Accusati di associazione mafiosa, estorsione usura e fino a 50 capi d'accusa. Si pensa anche che un certo Francesco Mancuso fosse capace di condizionare i sindaci di alcuni comuni e di infiltrarsi nella produzione della fiction "Gente di mare" girato dalla Rai a Tropea.[82][83][84][85][86]
- 27 gennaio 2007 - Operazione Rotarico vengono arrestate 11 persone tra cui presunti esponenti del clan Soriano che imponevano un pagamento di 20 € per transitare su una strada di montagna e tentava di infiltrarsi nel comune per ottenere appalti per le proprie imprese. Come rivela Calabria Indipendente le 11 persone arrestate sono: Gaetano Soriano (44 anni), Leone Soriano (42 anni), Francesco Soriano (37 anni), Domenico Colacchio (34 anni), Carmelo Soriano (46 anni), Domenico Soriano (49 anni), Salvatore Artusa (21 anni), Francesco Corso (21 anni), Francesco Guerrera (21 anni), Giuseppe Mesiano (46 anni), Nazzareno Castagna (42 anni).[87]
- 27 febbraio 2007 - Operazione Nuova Alba vengono arrestate 21 persone appartenenti ai Lo Bianco e dei Barba tra cui il boss Carmine Lo Bianco.[82][88]
- 4 giugno 2007 - Operazione Domino contro i Nesci-Montagnese, i Mamone, i Morabito e i Cordì[89][90][91].
- 30 ottobre 2007 - Operazione Uova del Drago contro i Bonavota[92][93][94][95][96][97].
- 5 giugno 2008 - Operazione Effetto Domino contro gli Anello-Fruci, i Cerra-Torcasio-Gualtieri, gli Iannazzo e i Passafaro[98][99][100][101].

Nella provincia sono alleate dei Mancuso anche altre 'ndrine come i Lo Bianco di Vibo Valentia.
Tra il 2009 e il 2012 riscoppia la neo-faida dei boschi che vede coinvolti il gruppo Vallelonga delle serre vibonesi in contrapposizione ai Ruga-Leuzzi che a catena fa scoppiare una guerra anche nel catanzarese tra i Sia-Procopio-Lentini e i Todaro-Chiefari. Terminano entrambe tra il 2011 e il 2012 per l'intervento delle forze dell'ordine con le tre operazioni: Showdown, Showdown 2 e Confine.

### Anni 2010

#### Annullamento delle processioni pasquali a Sant'Onofrio e Stefanaconi
Nel 2010, a seguito delle direttive del vescovo di Mileto, Luigi Renzo che vietava la possibilità ad esponenti di 'ndrangheta di portare a spalle statue per la processione e la trafizionale affruntata di Pasqua del vescovado, il priore della confraternita del Santissimo Rosario di Sant'Onofrio Michele Virdò viene intimidito con colpi di arma da fuoco contro il cancello di casa. Si decide quindi di sospendere la tradizionale affruntata e di rinviare la processione alla domenica successiva di Pasqua. All'affruntata rinviata era presente anche il vescovo.
Nel 2014, la processione viene invece completamente annullata dal vescovo insieme alla processione di Stefanaconi perché alcuni non volevano accettare che le statue venissero portate in spalla solo da membri della protezione civile e perché già si era trovato un meccanismo di estrazione per divenire portatori. Il vescovo ha deciso poi di celebrare in prima persona la messa di Pasqua a Sant'Onofrio.
Dal 2015 viene di nuovo ripristinata.
- 2 dicembre 2011: Operazione Rubamazzo contro i Mancuso e gli Anello-Fiumara[105][106].

#### La faida di Stefanaconi
Nel 2011 scoppia una faida tra i Piscopisani e i Patania di Stefanaconi conclusasi nel 2012 con l'intervento di diverse operazioni delle forze dell'ordine tra cui l'operazione Gringia.
- Il 20 novembre 2012 si conclude l'operazione Gringia che arresta 13 persone coinvolte nella faida di Stefanaconi[107].

#### Lo scioglimento di San Calogero
Nel 2013 viene sciolto il consiglio comunale di San Calogero.
- Il 23 maggio 2013 con l'operazione Atlantide, poi ribattezzata Lybra, vengono arrestati presunti esponenti dei Tripodi accusati di aver raccolto dei voti per esponenti politici, i quali non sono indagati, in cambio di appalti. A Padova sono state arrestate 20 persone tra cui molti imprenditori accusati di essere collusi con la cosca ed infine a Brescia vi è l'infiltrazione presso la società Medialink. Vengono ricostruite le azioni malavitose della cosca dal 2006 al 2012[109][110][111].

#### Le ultime operazioni contro i Mancuso
- Il 18 dicembre 2013 si conclude l'operazione dei carabinieri Grillo parlante 2 con 8 arresti in Lombardia con l'accusa di estorsione con metodo mafioso[112].
- Il 14 gennaio 2014 si conclude a Milano, l'operazione Tamburo, iniziata nel 2009 che ha portato all'arresto per traffico di droga di 13 persone, presunte affiliate ai Mancuso, Barbaro-Papalia e agli Ursino-Macrì. Gli arrestati erano residenti a Cesano Boscone e Cisliano[113][114].

Il 12 settembre 2014 viene arrestato a Puerto Iguazú al confine tra Brasile e Argentina Pantaleone Mancuso detto l'ingegnere ricercato da aprile. Accusato di tentato omicidio.
- Il 28 ottobre 2014 si conclude l'operazione Quadrifoglio del ROS dei Carabinieri che porta all'arresto di 13 persone per associazione mafiosa e altri crimini. Le 'ndrine colpite sarebbero i Galati ubicati a Cabiate in Provincia di Como e i Mancuso di Limbadi del locale di Mariano Comense con a capo Salvatore Muscatello (già condannato nel processo Infinito)[116].
- Il 9 luglio 2015 si conclude l'operazione Overting, iniziata nel 2005, che ha portato all'arresto di 44 persone tra cui persone legate ai Mancuso, in collaborazione con un gruppo criminale albanese di Fiano Romano per traffico internazionale di cocaina. La droga proveniva dal Cile, Venezuela e Colombia e grazie anche al broker 'ndranghetista Domenico Trimboli pentito dal 19 marzo 2015. L'incontro con i narcos per l'accordo sullo scambio avveniva invece in Spagna. In Calabria, a Spilinga c'era la raffineria per recupera la cocaina liquida impregnata in partite di vestiti o allo stato solido in piastrelle per pavimenti. Gli albanesi almeno una volta hanno tenuto in ostaggio un vibonese come garanzia del traffico[117][118][119][120].
- Il 27 ottobre 2015 si conclude l'operazione Hydra della Guardia di Finanza tra cui persone presunte legate ai Mancuso accusate di riciclaggio ed in particolare l'imprenditore Ferruccio Bevilacqua accusato di usura, tra gli indagati e presunti prestanomi anche l'ex Idv della Regione Lazio Vincenzo Maruccio[121].
- Il 20 aprile 2016 si conclude l'operazione Costa pulita di Polizia di Stato, Carabinieri e Guardia di Finanza contro i Mancuso ed in particolare la figura del boss Pantaleone Mancuso che pianificava tutto da un bar di Nicotera, e le 'ndrine Accorinti, La Rosa e Grande che gestivano con soldi illegali anche i traghetti turistici per le isole Eolie. C'è stato un sequestro di beni di 70 milioni di euro. Gli Accorinti a Briatico avrebbero poi influenzato la festa tradizionale religione del paese che si svolge ogni 16 luglio della Madonna del Monte Carmelo. Viene infine accusato di corcorso esterno in associazione mafiosa Andrea Niglia, presidente della Provincia di Vibo Valentia e sindaco di Briatico[122].
- Il 25 gennaio 2017 si conclude l'operazione Stammer che chiede l'arresto di 54 persone e di cui 42 effettivamente arrestate accusate a vario titolo di associazione a delinquere, tra cui presunti affiliati dei Fiarè, dei Pititto-Prostamo-Iannello di Mileto e un gruppo di San Calogero e traffico internazionale di stupefacenti con il sequestro del più grande carico, 8 tonnellate di cocaina, mai eseguito in Italia. Il traffico partiva della Colombia per giungere poi nei porti di Genova, Gioia Tauro e Napoli, attraverso la Spagna ed i Paesi Bassi per poi essere redistribuita in ben 15 regioni d'Italia tra cui anche Sicilia e Campania dove le locali organizzazioni pavrebbero provvisto allo spaccio ma veniva a anche redistribuita nel Regno Unito[54][123][124].
- Il 14 dicembre 2017 si conclude l'operazione Conquista che porta all'arresto di 14 persone accusate di associazione mafiosa, omicidio, danneggiamenti ed estorsione in relazione all'espansione dei Bonavota su Maierato ai danni dei Cracolici.[125]
- 1º marzo 2018: Operazione Stammer 2 - Melina[126][127][128][129].

Il 9 aprile 2018 viene ucciso in contrada Cervolaro a Limbadi Matteo Vinci con una bomba esplosa nella sua Ford Fiesta. Secondo le primissime fonti, non confermate, l'omicidio potrebbe risalire ad una richiesta di acquisto di un terreno nei confronti di Francesco, padre del defunto da parte di Sara Mancuso sorella di Giuseppe, Francesco, Pantaleone e Diego Mancuso. Le indagini sono ancora in corso.

#### Lo scioglimento di Limbadi, Briatico e San Gregorio d'Ippona
- Il 6 marzo 2018 i Carabinieri di Vibo Valentia con l'operazione Nemea arrestano a Filandari presunti elementi dei Soriano tra cui di nuovo scatta il mandato di fermo per il presunto attuale capo 'ndrina Leone Soriano, tra le accuse detenzione di armi, droga e minacce[131][132]. Sembrerebbe dall'inchiesta che i Soriano avrebbero pianificato un omicidio nei confronti del presunto boss Giuseppe Accorinti da quando quest'ultimo scelse di risiedere a Filandari e sentita questa azione come una minaccia per la 'ndrina[133]. Tra gli arrestati anche Emanuele Mancuso figlio di Pantaleone Mancuso dell'omonima 'ndrina che dal luglio 2018 decide di collaborare[134][135][136].
- L'11 aprile 2018 si conclude l'operazione Roba di famiglia che arresta 16 persone intranee al locale di Zungri (anche a Nerviano nel milanese) e mette fine allo spaccio di stupefacenti sulla costa vibonese[137][138].

Il 26 aprile 2018 in un garage di Nicotera Marina i carabinieri del Comando provinciale di Vibo Valentia trova un quaderno con 32 fogli scritti a mano riti di affiliazione.
Il 27 aprile 2018 il Ministro dell'interno Marco Minniti a seguito della relazione del prefetto Guido Longo scioglie il comune di Limbadi in quanto a rapporti di legame di parentella diretta e acquisita con esponenti dei Mancuso, ed in particolare di Pantaleone Mancuso (morto nel 2015).
- Il 3 maggio 2018 si conclude l'operazione Barbarossa in cui si scopre un'organizzazione 'ndranghetista operante tra l'astigiano e il cuneese delle famiglie Catarisano, gli Emma e gli Stampè con a capo Rocco Zangrà che faceva da riferimento per la 'ndrangheta del vibonese in Calabria. Sono accusati di estorsione, associazione mafiosa, traffico di droga e armi[142].

L'8 maggio 2018 il consiglio dei ministri decide di sciogliere i comuni di San Gregorio d'Ippona e Briatico, quest'ultimo con sindaco il presidente della Provincia di Vibo Valentia.
- Il 12 luglio 2018 si conclude l'operazione Via col vento che porta all'arresto di 13 persone presunte sodali delle 'ndrine Paviglianiti, Mancuso, Anello e Trapasso che volevano infiltrarsi negli appalti di costruzione dei parchi eolici delle province di Reggio Calabria, Crotone, Vibo Valentia e Catanzaro e accusate a vario titolo di associazione mafiosa, estorsione e illecita concorrenza[45][46]. Tra gli arrestati anche il sindaco di Cortale (CZ)[45].
- Il 21 luglio 2018 con l'operazione Giardini segreti vengono arrestate 21 persone facenti capo a Emanuele Mancuso, ora pentito, figlio di Pantaleone, in quanto accusati di gestire la coltivazione e il traffico di marijuana con semi acquistati via internet da un sito ora oscurato e piantati con droni[144].
- Il 29 gennaio 2019 si conclude l'operazione Ossessione che porta all'arresto di 25 persone, tra cui presunti esponenti dei Mancuso in sodalizio con criminali albanesi (Elisabeta Kotja), marocchini e narcos colombiani, venezuelani (Clara Ines Garcia Rebolledo) e dominicani per un traffico internazionale di droga tra cui cocaina e hashish albanese e marocchina e con il criminale Giuseppe Campisi insieme ai Mazzaferro per l'hinterland di Milano e Carlo Cuccia e Ivo Menotta come custodi delle armi a Tradate[145].
- Il 18 marzo 2019 si conclude l'operazione Carminius contro un sodalizio di 'ndrangheta riconducibile ai Bonavota composto da 16 persone operante nella provincia di Torino, in particolare a Carmagnola e Vibo Valentia almeno dal 2012. Sono accusati a vario titolo di traffico di droga, gestione illecita di slot machine, fatture false e associazione mafiosa[146][147][148].
- Il 9 aprile 2019 si conclude l'operazione Rimpiazzo contro 31 persone operanti in provincia di Bologna facenti capo al locale di Piscopio della frazione Piscopio di Vibo Valentia. Sono accusate a vario titolo di associazione mafiosa, estorsione, danneggiamento, rapina, traffico di droga, spaccio di droga, detenzione illegale di armi ed esplosivi[149][150][151][152].
- 12 aprile 2019: Operazione Errore fatale contro i Mancuso[153][154][155][156][157][158].

#### L'operazione Rinascita-Scott
- Il 19 dicembre 2019 si conclude l'operazione Rinascita-Scott iniziata nel 2016 che porta all'arresto di 334 persone in particolare nella Provincia di Vibo Valentia tra cui i capi e affiliati di tutte le principali locali di 'ndrangheta vibonese e alleate dei Mancuso, oltre ai Mancuso stessi: la locale di Limbadi di Luigi Mancuso, la locale di Vibo Valentia dei Lo Bianco-Barba, la 'ndrina dei Camillò-Pardea-Ranisi con a capo Andrea Mantella (fino al pentimento nel 2016) dei quartieri Sant'Aloe, Cancello Rosso e San Leoluca sempre di Vibo Valentia, la 'ndrina Pugliese-Cassarola con a capo Rosario Pugliese, la locale di Piscopio sempre di Vibo Valentia guidata da Salvatore Giuseppe Galati i cui appartenenti intrattenevano rapporti con i Fiarè, i Razionale e i Gasparro, le locali di Filandari e Ionadi di Giuseppe e Leone Soriano, la locale di Mileto dei Pititto-Prostamo-Iannello-Mesiano la locale di San Gregorio d'Ippona dei Fiarè-Razionale-Gasparro con a capo Gregorio Gasparro e Saverio Razionale, la locale di Stefanaconi con a capo Salvatore Patania vicina al locale di Sant'Onofrio che controlla anche le 'ndrine di Pizzo, Filogaso e Maierato, la locale di Zungri degli Accorinti-Barbieri-Bonavena di Giuseppe Antonino Accorinti da cui dipendono anche le 'ndrine di Briatico, Cessaniti e Vibo Marina ed infine a Tropea e Ricadi la 'ndrina La Rosa diretta da Antonio e Francesco La Rosa[28]. Saverio Razionale, Luigi Mancuso e Giuseppe Antonio Accorinti risultano gli esponenti di apicali del crimine vibonese[28]. Tra gli arrestati ci sono anche esponenti politici tra i quali Giancarlo Pittelli (ex di Forza Italia), Gianluca Callipo, sindaco di Pizzo e presidente dell'ANCI in Calabria, legali tra cui colui che difende Giuseppe Zinnà indagato per riciclaggio dopo essere stato trovato al confine svizzero-italiano il 4 dicembre con un assegno da 100 milioni di euro[159], Filippo Nesci, dirigente dell'urbanistica di Vibo Valentia, Danilo Tripodi impiegato al tribunale di Vibo Valentia, l'imprenditore edile Prestia, il ristoratore Ferrante, ed esponenti della massoneria[160][161][162][163][164].
- 20 dicembre 2019: Operazione Fenice contro i Bonavota[165][166][167][168].

### Anni 2020 - Operazione Imponimento e l'esistenza degli Accorinti e Il Grande
- 21 luglio 2020: Operazione Imponimento contro i clan Anello e Fruci[169][170][171][172].

A conclusione del processo Costa pulita nato dall'omonima operazione del 2016 viene sancito giuridicamente l'esistenza della cosca Accorinti di Briatico e Il Grande di Parghelia.

#### 2021 - Processo Rinascita-Scott
Il 13 gennaio 2021 si dà avvio al secondo "Maxiprocesso" Rinascita-Scott, il più grande della storia d'Italia per numero di imputati contro la 'ndrangheta del vibonese rappresentata da Luigi Mancuso e i suoi "colletti bianchi" ed in particolare il politico Giancarlo Pittelli. Si tiene in un'aula bunker del tribunale creato ad hoc a Lamezia Terme.
Imponenti i numeri del Maxiprocesso in corso di svolgimento in relazione a 438 capi d'imputazione e 479 soggetti indagati, 58 collaboratori di giustizia, 913 testimoni dell'accusa, oltre 2 000 testi della difesa composta da un collegio di 600 avvocati.
- 17 maggio 2021: Operazione Anteo contro i Giorgi, i Mancuso, i Soriano, gli Iozzo-Chiefari e i Sia-Procopio[175][176][177][178].

#### 2023 - Operazione Olimpo
- 26 gennaio 2023: Operazione Olimpo contro i Mancuso, i La Rosa, gli Accorinti e Il Grande[179][180][181].
- Il 10 maggio 2023 si conclude l'operazione Mastrale - Carthago con 61 arresti da parte dei Carabinieri di Vibo Valentia[182]. Nel corso delle attività investigative è stato documentato come elementi della criminalità organizzata avrebbero condizionato e indirizzato le scelte di alcuni dirigenti medici dell’Asp di Vibo Valentia, anche mediante accordi corruttivi, facendo valere il peso “contrattuale” ed elettorale dell’articolazione 'ndranghetistica di appartenenza. In particolare, è emerso l’interesse della Locale di Mileto e della famiglia Fiaré di San Gregorio d'Ippona nella gestione del servizio di vettovagliamento per gli ospedali di Vibo Valentia, Serra San Bruno e Tropea. Sono state accertate poi presunte infiltrazioni all’interno dell’amministrazione comunale di Cessaniti, dove un funzionario “aggiustava” una graduatoria di un concorso pubblico, per assumere un dirigente amministrativo ritenuto vicino alla locale di Zungri. È stato altresì accertato un pervicace sistema di estorsioni ai danni di coltivatori della Cipolla Rossa IGP di Tropea e di attività commerciali attive nel settore turistico-alberghiero della Costa degli Dei. Sono state sequestrate nel corso dell’attività numerose armi, tra cui fucili, pistole - molte delle quali con matricola abrasa - e un fucile mitragliatore AK-47 Kalashnikov, nonché un ingente quantitativo di munizioni di vario calibro. I fermati sono stati associati in carcere a disposizione dell'Autorità Giudiziaria.

## Amministrazioni comunali sciolte
- Briatico (2003[141], 2012[183], 2018[143])
- Fabrizia (2009)[141]
- Joppolo (2014)[141] DPR annullato[141]
- Limbadi (1983 - sciolto prima dell'esistenza della legge del 1991 sullo Scioglimento dei consigli comunali e provinciali per infiltrazione mafiosa[59], 2018[141])
- Mileto (2012)[141]
- Mongiana (2012)[141]
- Nardodipace (2011, 2015)[141]
- Nicotera (2005[141], 2010[141], 2016[141])
- Parghelia (2007[141])
- Pizzo (2020)
- Ricadi (2014[141])
- San Calogero (2013)[141]
- San Gregorio d'Ippona (2007[141], 2018[143])
- Sant'Onofrio (2009)[141]
- Soriano Calabro (2007)[141]
- Stefanaconi (1992)[141](2024)

### ASL sciolte
In base all'art. 143 T.U.E.L., dal 1991 sono state sciolte tre aziende sanitarie calabresi per infiltrazioni della 'ndrangheta.
- Azienda sanitaria di Vibo Valentia (2010)[184][185]